# Блейд (серія фільмів)
«Блейд» (англ. Blade — серія фільмів про однойменного персонажа Marvel Comics з Веслі Снайпсом у головній ролі. Сценарист фільмів — Девід С. Ґоєр. Режисер першого фільму — Стівен Норрінгтон, другого — Гільєрмо дель Торо, третього — Девід С. Ґоєр.

## Фільми

### Блейд
Вампірам живеться непогано в сучасному світі. У них гроші, будинки, круті тачки, інфернальні вечірки з кривавими фонтанами, і … повна безкарність. Тільки одне не дає спокою кровососів — нічний мисливець Блейд оголосив їм війну! Непереможний і невловимий, він сіє страх у душах нелюдей, бажаючи помститися їм за те, що його отруєна укусом кров поступово робить з нього вампіра…

### Блейд 2
Світ вампірів жахається від появи нової раси супер-кровососів! Саме завдяки цьому легендарний Блейд і його вчитель Вістлер змушені об'єднатися зі своїми кровними ворогами, Кривавою зграєю — елітним загоном вампірів-воїнів. Нова раса нещадних вампірів повинна бути знищена на будь яких умовах! Починається нова чарівна пригода з приголомшливими спецефектами та рукопашними сутичками.

### Блейд: Трійця
Протягом багатьох років під покровом ночі Блейд веде посилену боротьбу з вампірами. Але після того, як за безжальним винищувачем вампірів починає полювання ФБР, Блейду доводиться об'єднати свої зусилля з людьми — мисливцями за вампірами, що називають себе «Нічними сталкерами». Разом з Абігейл і Геннібалом, двома «Нічними сталкерами», Блейд намагається вберегти світ від влади кровожерного монстра — всемогутнього вампіра Дракули.

## Персонажі
| Персонаж             | Фільм             | Фільм             | Фільм              | Фільм |
| Персонаж             | Блейд             | Блейд 2           | Блейд: Трійця      |       |
| -------------------- | ----------------- | ----------------- | ------------------ | ----- |
| Блейд                | Веслі Снайпс      | Веслі Снайпс      | Веслі Снайпс       |       |
| Абрахам Вістлер      | Кріс Крістоферсон | Кріс Крістоферсон | Кріс Крістоферсон  |       |
| Диякон Фрост         | Стівен Дорфф      |                   |                    |       |
| Доктор Карен Дженсон | Н'Буш Райт        |                   |                    |       |
| Куїнн                | Донал Лоуг        |                   |                    |       |
| Меркурій             | Арлі Ховер        |                   |                    |       |
| Ванесса Брукс        | Санаа Латан       |                   |                    |       |
| Ракель               | Трейсі Лордз      |                   |                    |       |
| Гитано Драгонетті    | Удо Кір           |                   |                    |       |
| Ілай Дамаскинос      |                   | Томас Кречман     |                    |       |
| Джаред Номак         |                   | Люк Госс          |                    |       |
| Жрець                |                   | Тоні Карран       |                    |       |
| Нісса Дамаскінос     |                   | Леонор Варела     |                    |       |
| Дітер Рейнгардт      |                   | Рон Перлман       |                    |       |
| Асад                 |                   | Денні Джон-Джулс  |                    |       |
| Чупа                 |                   | Метт Шульц        |                    |       |
| Джош / Скад          |                   | Норман Рідус      |                    |       |
| Дракула / Дрейк      |                   |                   | Домінік Перселл    |       |
| Абігейл Вістлер      |                   |                   | Джессіка Біл       |       |
| Ганнібал Кінг        |                   |                   | Райан Рейнольдс    |       |
| Даніка Талос         |                   |                   | Паркер Поузі       |       |
| Доктор Едгар Венс    |                   |                   | Джон Майкл Хіггінс |       |
| Джарко Грімвуд       |                   |                   | Triple H           |       |
| Ашер Талос           |                   |                   | Каллум Кіт Ренні   |       |

## Реліз

### Касові збори
| Фільм         | Дата прем'єри в США | Збирання      | Збирання      | Збирання         | Рейтинг зборів | Рейтинг зборів   | Бюджет        | Примітка    |
| Фільм         | Дата прем'єри в США | США та Канада | За кордоном   | Загальносвітовий | США та Канада  | Загальносвітовий | Бюджет        | Примітка    |
| ------------- | ------------------- | ------------- | ------------- | ---------------- | -------------- | ---------------- | ------------- | ----------- |
| Блейд         | 21 серпня 1998      | 70 087 718 $  | 61 095 812 $  | 131 183 530 $    | № 1033         |                  | 45 000 000 $  | [ 2 ] [ 3 ] |
| Блейд 2       | 22 березня 2002     | 82 348 319 $  | 72 661 713 $  | 155 010 032 $    | № 823          |                  | 54 000 000 $  | [ 4 ]       |
| Блейд: Трійця | 8 грудня 2004       | 52 411 906 $  | 76 493 460 $  | 128 905 366 $    | № 1455         |                  | 65 000 000 $  | [ 5 ]       |
| Загальний     | Загальний           | 204 847 943 $ | 210 250 985 $ | 415 098 928 $    |                |                  | 164 000 000 $ |             |

### Критика
| Фільм         | Rotten Tomatoes     | Metacritic            | Yahoo! Movies     |
| ------------- | ------------------- | --------------------- | ----------------- |
| Блейд         | 54 % (101 відгук)   | 45 % (23 відкликання) | B — (12 відгуків) |
| Блейд 2       | 57 % (151 відгук)   | 52 % (28 відгуків)    | B (9 відкликання) |
| Блейд: Трійця | 25 % (167 відгуків) | 38 % (30 відгуків)    | C (11 відгуків)   |

## Саундтреки
| Року | Назва                                                                 | Позиції в чартах | Позиції в чартах       | Сертифікації музичних творів |
| Року | Назва                                                                 | Billboard 200    | Top R&B/Hip-Hop Albums | Сертифікації музичних творів |
| ---- | --------------------------------------------------------------------- | ---------------- | ---------------------- | ---------------------------- |
| 1998 | Блейд - Прем'єра: 25 серпня 1998 - Лейбл: TVT Records                 | 36               | 28                     | - США: Золотий               |
| 2002 | Блейд - Прем'єра: 19 березня 2002 - Лейбл: Virgin Records             | 26               | 23                     |                              |
| 2004 | Блейд: Трійця - Прем'єра: 23 листопада 2004 - Лейбл: WaterTower Music | -                | 68                     |                              |

## Примітка
1. 1 2 3  Блэйд 1-3, купить DVD фильм на OZON.ru. Архів оригіналу за 13 лютого 2017. Процитовано 22 липня 2021.
2. ↑  Blade (1998). Box Office Mojo. Box Office Mojo, LLC. Архів оригіналу за 18 травня 2013. Процитовано 4 грудня 2009.
3. ↑  Blade Production Budget. The-Numbers. Архів оригіналу за 18 травня 2013. Процитовано 4 грудня 2009.
4. ↑  Blade II (2002). Box Office Mojo. Box Office Mojo, LLC. Архів оригіналу за 18 травня 2013. Процитовано 4 грудня 2009.
5. ↑  Blade: Trinity (2004). Box Office Mojo. Box Office Mojo, LLC. Архів оригіналу за 18 травня 2013. Процитовано 4 грудня 2009.
6. ↑  Blade. Rotten Tomatoes. IGN Entertainment, Inc. Архів оригіналу за 31 жовтня 2009. Процитовано 4 грудня 2009.
7. ↑  Blade (1998). Metacritic. CNET Networks, Inc. Архів оригіналу за 18 травня 2013. Процитовано 4 грудня 2009. [Архівовано 2012-10-25 у Wayback Machine.]
8. ↑  Blade. Yahoo! Movies. Yahoo!. Архів оригіналу за 11 січня 2007. Процитовано 4 грудня 2009. {{cite web}}: Недійсний |deadurl=404 (довідка)
9. ↑  Blade II. Rotten Tomatoes. IGN Entertainment, Inc. Архів оригіналу за 18 листопада 2020. Процитовано 4 грудня 2009.
10. ↑  Blade II (2002). Metacritic. CNET Networks, Inc. Архів оригіналу за 18 травня 2013. Процитовано 4 грудня 2009. [Архівовано 2013-07-19 у Wayback Machine.]
11. ↑  Blade II. Yahoo! Movies. Yahoo!. Архів оригіналу за 28 серпня 2008. Процитовано 4 грудня 2009.
12. ↑  Blade: Trinity. Rotten Tomatoes. IGN Entertainment, Inc. Архів оригіналу за 21 жовтня 2009. Процитовано 4 грудня 2009.
13. ↑  Blade: Trinity (2004). Metacritic. CNET Networks, Inc. Архів оригіналу за 18 травня 2013. Процитовано 4 грудня 2009. [Архівовано 2012-11-04 у Wayback Machine.]
14. ↑  Blade: Trinity. Yahoo! Movies. Yahoo!. Архів оригіналу за 29 листопада 2005. Процитовано 4 грудня 2009. {{cite web}}: Недійсний |deadurl=404 (довідка)